# ضريح خشايارشا الأول
ضريح خشايارشا الأول (بالفارسية: آرامگاه خشایارشا یکم) ضريح تاريخي يعود إلى أخمينيون، ويقع في مرودشت. هذا المبنى هو قبر خشايارشا الأول.